# Ödön Tull
Ödön Tull (auch Edmund Tull; * 9. Mai 1870 in Székesfehérvár; † 15. September 1911 in Budapest) war ein ungarischer Maler.
Tull studierte in Paris, Mailand und Budapest. Er war ein hervorragender Aquarellist und erhielt zahlreiche Grafikpreise. Er war ein ständiger Aussteller bei den Ausstellungen der Kunsthalle. In Paris erhielt er die Auszeichnung „Ehrenvolle Erwähnung“. Er entwarf die Kronenwerte des Turulsatzes – das nach rechts blickende Brustbild Franz-Josephs im Krönungsornat.

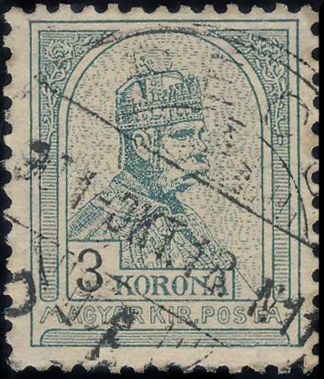
Briefmarke

Unter den Preisträgern des im Jahr 1898 ausgeschriebenen Wettbewerbes kommt sein Werk nicht vor. Tull entwarf auch die Schnitter – Marken, deren Zeichnung er schon 1898 zeigte. Beim Wettbewerb von 1909 erhielt er einen Wettbewerbspreis von 1500 Kronen.